# Wittorf (Visselhövede)
Wittorf ist ein Dorf in Niedersachsen mit rund 900 Einwohnern und ein Teil der Stadt Visselhövede im Landkreis Rotenburg (Wümme).

## Geografie
Zu Wittorf gehören die Ortsteile Wittorf, Bretel (ein Teil der Siedlung Bretel gehört zu Bothel), Grapenmühlen und der südöstliche Teil von Düsternheide (der andere Teil gehört zu Kirchwalsede).

## Geschichte

### Vor- und Frühgeschichte
1989 wurde das Fragment einer Lanze aus der älteren Bronzezeit entdeckt (etwa 2000 v. Chr.), 1990 Überreste zweier Urnengräber. 1991 begannen Ausgrabungen, die bis 2006 eine Fläche von mehr als 5 ha erfassten. Nur noch partiell ließ sich ein Gräberfeld, das in der jüngeren Bronzezeit angelegt worden war, mit mehr als 200 Urnen untersuchen, es fanden sich aber auch Leichenbrandlager. Über eine der Urnen in Glockengräbern – diese Grabform war an der mittleren Elbe und der Weichsel, aber auch im Bereich der sächsischen Lausitzer Kultur verbreitet – mit Deckschale war Dreiviertel eines großen Vorratsgefäßes gestülpt. Daneben wurde ein jungbronzezeitliches Rasiermesser mit rechteckigem, durchlochtem Griff und sägezahnartigem Klingenrücken entdeckt, sowie eine Pinzette. Daneben sind vor allem charakteristische Funde der Hallstattzeit belegt, wie etwa Eisennadeln, Gürtelhaken und Segelohrringe, aber auch eine Mehrplattenfibel, eine Tinsdaler Fibel der Variante 1 a, die für die ältere vorrömische Eisenzeit, den Beginn der Stufe Jastorf b, typisch ist. Ihre Entstehung wird allgemein auf Hallstattformen zurückgeführt.
Im Jahr 2002 wurde eine bis dahin unbekannte Befestigungsanlage entdeckt, von der durch Sandabbau allerdings bereits 60 % zerstört waren. Radiokohlenstoffdatierungen erwiesen eine Entstehung im 5. Jahrhundert v. Chr. Das Bauwerk bestand aus einem Innenwall von 130 m Durchmesser. Dem Hauptwall vorgelagert befand sich in 25 bis 30 m Entfernung ein Graben, der eine Breite von etwa 5 m und über 2 m Tiefe aufwies. Die Lage der Gebäude außerhalb des Innenwalls, dann die räumliche Nähe zum Urnenfriedhof, der partiell gleichzeitig bestand und von dessen Kenntnis ausgegangen werden muss, lässt eine Funktion im Bereich von Kult, Religion und Totenbrauchtum vermuten. Da eisenzeitliche Befestigungen nördlich der Mittelgebirgszone extrem selten sind – neben Wittorf ist nur Walle im Landkreis Gifhorn bekannt –, kommt dem Fund große Bedeutung zu.
Im Bereich von Wittorf bestand bereits vom 8. bis ins frühe 9. Jahrhundert ein Dorf. Es erstreckte sich auf einer Fläche von 2 ha. Bei archäologischen Untersuchungen konnte 2006 ein Dutzend Langhäuser des Dorfes belegt werden, dazu 20 Pfostenbauten und über 30 Grubenhäuser (3 m – 5 m × 3 m – 4 m), die als Webhütten identifiziert wurden. In einem der Grubenhäuser fand sich ein Braunbärschädel, ein Hinweis auf die im Frühmittelalter sehr seltene Bärenjagd. Die Siedlung entstand möglicherweise im Zuge der Sachsenkriege.
Am 1. März 1974 wurde Wittorf in die Stadt Visselhövede eingegliedert.

## Politik

### Ortsrat
Der Ortsrat, der Wittorf vertritt, setzt sich aus fünf Mitgliedern zusammen. Die Ratsmitglieder werden durch eine Kommunalwahl für jeweils fünf Jahre gewählt.
Bei der Kommunalwahl 2021 ergab sich folgende Sitzverteilung:
- Wählergemeinschaft Wittorf (WGW): 5 Sitze

### Ortsbürgermeister
Ortsbürgermeister ist Heinz-Hermann Gerken.

## Kultur und Sehenswürdigkeiten
- Die 1987 renovierte evangelisch-lutherische St.-Nikolaus-Kapelle  im Fachwerkstil wurde im Jahr 1605 von Bischof Phillip Sigismund zu Verden gegründet. Sie ist eine touristische Attraktion des Ortes. Alle Amtshandlungen wie Taufen, Konfirmationen, Trauungen und Trauerfeiern finden hier statt. Im Mai 2012 wurde die Kirche aufwändig vom Befall durch den Gemeinen Nagekäfer befreit. Dazu wurde die Kirche komplett verhüllt um anschließend Sulfuryldifluorid einzuleiten.[8]
- Kriegerdenkmal
- Die Grapenmühle an der B 440 wurde vermutlich im Jahr 1781 errichtet.
- Im Schulhaus von 1896 befindet sich heute die Grundschule von Wittorf. Sie ersetzte die Vorgängerbauten von 1850 sowie zuvor von 1776.

## Wirtschaft und Infrastruktur
Wittorf liegt an der Bundesstraße 440 von Rotenburg (Wümme) über Visselhövede nach Dorfmark bei Bad Fallingbostel.
Bis 1958 besaßen Wittorf und Bretel Personenbahnhöfe bzw. Haltepunkte an der Bahnstrecke Rotenburg (Wümme)–Visselhövede. Die Gleise nach Brockel wurden 1963, die Gleise nach Visselhövede Anfang der 1980er Jahre abmontiert.